# Луци (Шишацкий район)
Луци (укр. Луці) — село,
Сагайдакский сельский совет,
Шишацкий район,
Полтавская область,
Украина.
Код КОАТУУ — 5325784605. Население по переписи 2001 года составляло 23 человека.

## Географическое положение
Село Луци находится на расстоянии в 0,5 км от села Лещаны и в 1-м км от села Демьянки.
По селу протекает пересыхающий ручей с запрудой.
Рядом проходит автомобильная дорога Т-1720.